# レッド・ツェッペリン II
『レッド・ツェッペリン II』(英語: LED ZEPPELIN II)は、イギリスのロックバンド、レッド・ツェッペリンの2作目となるスタジオ・アルバム。プロデューサーはジミー・ペイジ。レコーディング・エンジニアはエディ・クレイマー。

## 経緯
デビュー・アルバム『レッド・ツェッペリン I』の成功に気を良くしたアトランティック・レコードは、早く次のアルバムを出すよう急かし、そのプレッシャーの中でこのアルバムは制作された。そのため本作は、多忙なステージ・スケジュールの合間を縫って、ホテルの部屋で作曲したものを英米各地のスタジオで断続的に録音することとなった。ベーシック・トラックは大体が『I』で使用したロンドンのオリンピック・スタジオで録音されたが、ロサンゼルスやニューヨークでも行われ、結局6つものスタジオを使ってレコーディングが行われた。オーバーダビング、ミックスダウンなどは、その時その時、手近にあるスタジオに飛び込んで行なわざるを得なかった。時にはスタジオにちゃんとしたモニター・スピーカーが無く、ヘッドフォンでバランスを確認しながら作業したこともあるという。ミキシングのほとんどはニューヨークのA&Rスタジオで行われた。
ペイジはこの状況について「全くの狂気沙汰だった」と振り返っており、制作中にアルバムがお粗末な結果に終るに違いないという恐怖に何度も取り付かれたという。しかしながら、全体としては統一感のある作品に仕上がっている。また、本作でレコーディング・エンジニアを務めたエディ・クレイマーについて「エディには本当に助けられた。彼は素晴しい男だ」と、その仕事ぶりを賞賛している。

## アートワーク
『I』のシングル・ジャケットから一転して、本作では見開きジャケット仕様となっている。デザインを手がけたのはデヴィッド・ジュニパー。その全体的な色合いから「ブラウン・ボマー」と渾名された。ジャケットには第一次世界大戦中のドイツ帝国陸軍航空隊、フォン・リヒトホーフェン率いる第11戦闘機中隊（Jasta.11）の隊員の写真にツェッペリンのメンバーの顔が合成されている。またメンバー以外にも、バンドのマネージャー、ピーター・グラントや、ロードマネージャーのリチャード・コール、さらには女優のグリニス・ジョンズの顔も含まれている。その背後の雲間から飛行船の白いシルエットが裏側まで延びているという構図になっている。内側には神殿のような場所の上に飛行船が浮かび、そこにスポットライトが当たっているという構図になっている。

## チャート・アクション
『レッド・ツェッペリン II』は1969年10月22日、まずアメリカで発売された。ビルボードのチャートで初登場199位であったが、翌週には一気に15位へと上昇、そして年末にはビートルズの『アビイ・ロード』を蹴落とし、彼らにとって初めての首位を獲得、7週間その地位を守った。イギリスでは10月30日に発売され、138週チャートイン。1970年2月には首位を獲得した。売上枚数はアメリカのみでも1200万枚を超える。2014年のリマスター版は全米9位、全英12位を記録。またアルバムからシングルカットした「胸いっぱいの愛を」も全米4位の大ヒットとなった（バンドにとって最大のヒットシングル）。
ペイジにとって本作の大ヒットは予想外だったようで、「1stアルバムよりも速いペースで売れていると聞いた時は結構ショックだったし、その後雪だるま式に売れていく様には恐怖さえ感じた」と語っている。

## 評価と影響
非常に過酷な状況下での制作はメンバーに高揚感を生じさせ、アルバム収録全曲が鋭角的で攻撃的な仕上がりとなった。このアルバムの力で「レッド・ツェッペリン」＝「大音響のヘヴィ・ロック」という図式が聴衆に浸透し、本作は後続のヘヴィメタル・バンドの青写真たりえるとまで評された。とりわけ中でも「胸いっぱいの愛を」の影響力は凄まじく、この曲で使われた「一度と五度のみ（三度省略コード）の連打リフ」は、後に多くのハードロック、ヘヴィ・メタルのバンドに模倣され、ロックの基本バッキングフレーズとなった。この曲は、ローリング・ストーン誌が選んだ「オールタイム・グレイテスト・ソング500」と「オールタイム・グレイテスト・ギター・ソングス100」に於いて、それぞれ75位 と11位 にランクインしている。アルバムもまた、ローリング・ストーン誌の大規模なアンケートによる『オールタイム・ベストアルバム500』に於いて、79位にランクインした。レディー・ガガは、2014年の来日時、「もし無人島にアルバムを持っていくなら？」と問われ、ビートルズの『アビイ・ロード』と本作を即座に挙げた
しかし、本作も前作同様、既存曲からの盗用、流用が多く散見され、著作権侵害で訴えられたために、全9曲のうち3曲が後に作者クレジットを改められることとなった。

## リイシュー
1986年初CD化。1993年の『コンプリート・スタジオ・レコーディングス』で全曲リマスター化。1994年単独リリース。2014年、最新リマスター版が『I』、『III』と同時にリリースされる。デラックス・エディションおよびスーパー・デラックス・エディション付属のコンパニオンディスクには、各曲のラフ・ミックス・バージョンやバッキング・トラックの他、未発表曲「ラ・ラ」が収録された。

## 収録曲

### オリジナル版
- A面

1. 胸いっぱいの愛を - Whole Lotta Love (Bonham, Jones, Page, Plant, Dixon)
  - 本作およびバンドを代表する1曲。歌詞がマディ・ウォーターズのナンバー、「You Need Love」から流用されており、後に著作権問題で訴えられ[15]、1997年の発掘ライブアルバム『BBCライヴ』以降はクレジットに作者のウィリー・ディクスンの名が加えられるようになった。
2. 強き二人の愛 - What is and What Should Never Be (Page & Plant)
3. レモン・ソング - The Lemon Song (Bonham, Burnett, Jones, Page & Plant)
  - ハウリン・ウルフの「Killing Floor」に、ロバート・ジョンソンの「Travelling Riverside Blues」の歌詞が織り交ぜられている。後にローリング・ストーン誌から勧められたハウリン・ウルフに抗議されたが和解、クレジットにウルフの名（本名のChester Burnett）が加えられるようになった[16]。
4. サンキュー - Thank You (Page & Plant)
  - ロバート・プラントが初めて本格的に作詞した作品。歌詞はプラントの当時の妻に捧げられている[17]。

- B面

1. ハートブレイカー - Heartbreaker (Bonham, Jones, Page & Plant)
  - 「胸いっぱいの愛を」と並び、コンサートでは重要レパートリーとなった曲。
2. リヴィング・ラヴィング・メイド - Livin' Lovin' Maid <She's Just A Woman> (Page & Plant)
  - シングル「胸いっぱいの愛を」のB面に収録、ビルボードのシングルチャートで65位にまで上昇した。
3. ランブル・オン - Ramble on (Page & Plant)
  - 歌詞はJ・R・R・トールキンの「指輪物語」から影響を受けている[18]。ツェッペリンの活動期間中にはライブ演奏されたことがなく、2007年の再結成ライブで初めて披露された。
4. モビー・ディック - Moby Dick (Bonham, Jones & Page)
  - ジョン・ボーナムのドラムソロをフィーチュアした曲。ライブでもボーナムの見せ場として頻繁に演奏された。
5. ブリング・イット・オン・ホーム - Bring It on Home (Dixon)
  - オープニングとエンディングにサニー・ボーイ・ウィリアムソンIIの同名曲を流用し、その間にツェッペリンのオリジナルのパートが挿入されている。リリース当初のクレジットはペイジ／プラントとなっていたが、2003年のライブアルバム『伝説のライヴ』以降は、クレジットをディクスンに改め、中間のオリジナルパートを「Bring It on Back」と題し、メンバー4人の名をクレジットするように変更された。

### 2014年版デラックス・エディション・コンパニオンディスク
1. 胸いっぱいの愛を（ラフ・ミックス） - Whole Lotta Love (Rough Mix with Vocal) (Bonham, Jones, Page, Plant, Dixon)
2. 強き二人の愛（ラフ・ミックス） - What is and What Should Never Be (Rough Mix with Vocal) (Page & Plant)
3. サンキュー（バック・トラック） - Thank You (Backing Track) (Page & Plant)
4. ハートブレイカー（ラフ・ミックス） - Heartbreaker (Rough Mix with Vocal) (Bonham, Jones, Page & Plant)
5. リヴィング・ラヴィング・メイド（バック・トラック） - Livin' Lovin' Maid <She's Just A Woman> (Backing Track) (Page & Plant)
6. ランブル・オン（ラフ・ミックス） - Ramble on (Rough Mix with Vocal) (Page & Plant)
7. モビー・ディック（バック・トラック） - Moby Dick (Backing Track) (Bonham, Jones & Page)
8. ラ・ラ - La La (Jones & Page)